# Houndé

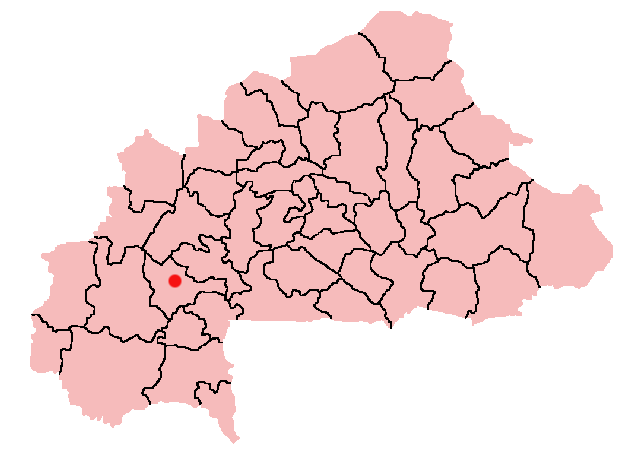
Houndés läge i Burkina Faso.

Houndé är en stad och kommun i Burkina Faso och är administrativ huvudort för provinsen Tuy. Staden hade 39 458 invånare vid folkräkningen 2006, med totalt 76 998 invånare i hela kommunen.